# Памятник Рудольфу Арчибальду Рейссу
Памятник Рудольфу Арчибальду Рейссу (серб. Споменик Арчибалду Рајсу) — памятник Рудольфу Арчибальду Рейссу, одному из основоположников криминалистики, немецко-швейцарскому криминалисту и судебному эксперту, большому другу Сербии и сербского народа. Имеет статус — культурного памятника Сербии и Белграда.
Находится на территории Топчидер, одного из старейших парков Белграда, столицы Сербии, в долине Топчидерской реки, недалеко от центра города и одном из главных мест отдыха белградцев.
Автор проекта — скульптор Марко Брежанин. Памятник Р. А. Рейссу, воздвигнут в 1931 году в знак благодарности сербского народа. Во время Первой мировой войны, в 1914—1915 по приглашению правительства Сербии Р. А. Рейсс занимался расследованием преступлений австро-венгерской, немецкой и болгарской армии по отношению к мирным жителям. Через швейцарскую прессу сообщил миру о военных преступлениях, совершенных в Сербии.
В 1915 году вступил в сербскую армию, сопровождал её во время отступления через Албанию, вернулся с ней, последние дни войны провел в Белграде.
Был членом делегации югославского правительства — экспертом со стороны правительства Королевства сербов, хорватов и словенцев на мирной конференции в Париже (1919).
После окончания войны жил в Сербии и умер в Белграде.

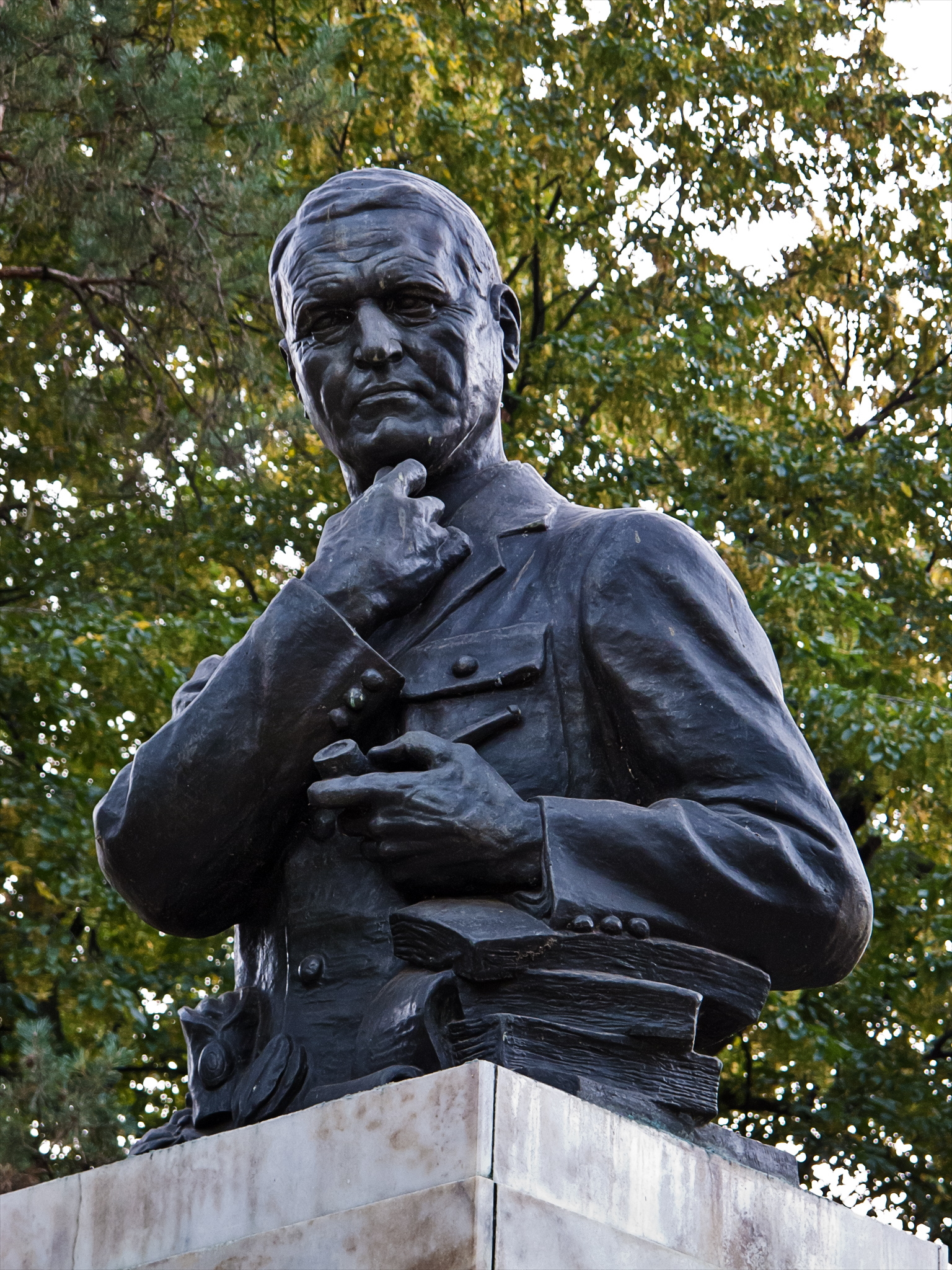
Деталь памятника